# A.I. Intelligence artificielle
Pour les articles homonymes, voir AI.
Pour plus de détails, voir Fiche technique et Distribution.
A.I. Intelligence artificielle (Artificial Intelligence: A.I. ou simplement A.I.) est un film de science-fiction américano-britannique écrit et réalisé par Steven Spielberg, sorti en 2001. Il est adapté de la nouvelle Les Supertoys durent tout l'été (Supertoys Last All Summer Long) de Brian Aldiss, projet initialement développé par Stanley Kubrick.
Le film reçoit à sa sortie des critiques globalement élogieuses et réalise de bonnes performances au box-office. Il obtient deux nominations aux Oscars 2002 : meilleurs effets visuels et meilleure musique. Dans un sondage réalisé par la BBC en 2016 auprès de 177 critiques du monde entier, A.I. Intelligence artificielle est classé 83e meilleur film sorti depuis 2000. Il est souvent décrit par la presse comme l'un des meilleurs longs métrages réalisés par Steven Spielberg.

## Synopsis
XXIIe siècle. Une partie de la Terre a été ravagée par le réchauffement climatique, suivi de l'élévation du niveau de la mer. Cela a anéanti la plupart des villes, réduisant ainsi la population mondiale. Des « mécas » (Mecha en VO), des robots androïdes, ont été créés en remplacement. Ils servent à répondre aux besoins des humains : tâches ménagères, services et amour. Cependant, les mécas, capables de pensées complexes, manquent d'émotions et ne peuvent réellement aimer. Le Pr Allen Hobby entend bien créer un enfant méca capable d'aimer, pour développer un nouveau marché et ainsi pallier la régulation des naissances en vigueur.
À Madison, Henry et Monica Swinton vivent une situation compliquée : leur fils unique Martin, qui a contracté une maladie rare, est dans le coma et survit uniquement grâce à la biostase. Henry décide de sauter le pas et commande à Cybertronics un méca enfant, David. Monica est cependant réfractaire à l'idée de remplacer son fils. Mais elle va peu à peu se rapprocher du jeune méca et créer de vrais liens. David, programmé pour vouer un amour sans limites envers ses parents adoptifs, se fait totalement à sa nouvelle famille et fait connaissance de teddy, l'ours en peluche robotique de Martin. Entretemps, la science ramène à la vie Martin.
Les deux garçons ne s'entendent pas, et Martin provoque David au point de créer des incidents, qui amènent le père à vouloir rendre le petit robot à son créateur pour destruction. La mère, qui lui est plus attachée, décide de l'abandonner dans une forêt en lui donnant comme consignes de ne pas s'approcher de la ville ni des humains. Alors que David pleure en la suppliant de ne pas l'abandonner, elle lui fait comprendre qu'il n'est pas réel, qu’il n’est pas « un vrai petit garçon ».
Perdu et effrayé, David se retrouve seul dans un monde hostile néanmoins accompagné de teddy, qui a choisi de rester avec lui. Il fait la rencontre de Gigolo Joe, un autre méca conçu pour le plaisir des femmes, en fuite car accusé à tort d'avoir tué sa dernière cliente.
Alors qu'ils tentent de traverser un paysage post-apocalyptique peuplé de nombreux mécas défaillants, David et Joe sont capturés par des chasseurs de robots et emmenés à un spectacle de destruction de mécas. David, reconnaissable parmi les autres méchas grâce à son apparence d’enfant, suscite la sympathie du public. Un mouvement de protestation se lève parmi les spectateurs, qui demandent sa libération. Finalement, sous la pression de la foule, les organisateurs de la foire sont contraints de libérer David.
Ils finissent par arriver à Rouge City où ils rencontrent le Dr. SaisTout, une intelligence artificielle qui répond à toutes les questions. David, espérant devenir un vrai petit garçon pour que sa mère puisse l’aimer, lui demande comment trouver la fée bleue, un personnage du conte de Pinocchio. Le Dr. SaisTout lui indique que la fée bleue n’est qu’un personnage de fiction et ne peut pas le transformer en un vrai garçon. Cependant, il lui donne l’adresse du Pr Allen Hobby, le créateur de David, à Manhattan.
David parvient à s’échapper et, séparé de Joe rattrapé par les autorités, plonge dans les eaux profondes de Manhattan submergé, où il découvre les locaux de Cybertronics et rencontre son créateur, le Pr Allen Hobby. Celui-ci lui révèle qu’il est le premier d’une nouvelle génération de mécas capables d’aimer. Pour David, cette révélation est un choc : il réalise qu’il n’est pas unique, qu’il n’est qu’un objet de série.
Refusant d’accepter cette réalité, David se jette dans l’océan dans l’espoir de trouver la fée bleue et de devenir un vrai petit garçon. Il reste bloqué avec Teddy dans le submersible au fond de l’eau, fixant une statue de la fée bleue en répétant inlassablement son souhait. Des millénaires plus tard, alors qu'une nouvelle ère glaciaire frappe la Terre, des extraterrestres, qui s'avèrent être des "Super-mécas" ayant évolué, le retrouvent et le réactivent. Ils lui offrent la possibilité de passer une dernière journée avec sa mère, en la recréant à partir de l'ADN d'une mèche de cheveux que Teddy avait conservée. Cependant, cette recréation ne peut avoir lieu qu’une seule fois et pour une durée de 24 heures.
Durant cette journée, David et sa mère recréée passent du temps ensemble comme une vraie famille : ils jouent, rient et partagent des moments de bonheur David ayant même le droit à une fête d'anniversaire. À la fin de la journée, tous deux se couchent ensemble et Monica dit à David qu’elle l’aime. Alors qu'elle s'endort pour toujours, David s’éteint, ayant enfin trouvé le bonheur et l’amour qu’il cherchait.

## Fiche technique
Sauf indication contraire, les informations mentionnées dans cette section peuvent être confirmées par les bases de données cinématographiques IMDb et Allociné,  présentes dans la section « Liens externes ».
- Titre original : Artificial Intelligence: A.I.
- Titre français et québecois : A.I. Intelligence artificielle
- Réalisation : Steven Spielberg
- Scénario : Steven Spielberg, en collaboration avec Ian Watson, d'après la nouvelle Les Supertoys durent tout l'été de Brian Aldiss
- Musique : John Williams
- Direction artistique : Richard L. Johnson, William James Teegarden et Thomas Valentine
- Décors : Rick Carter
- Costumes : Bob Ringwood
- Photographie : Janusz Kamiński
- Son : Richard Hymns, Andy Nelson, Gary Rydstrom
- Montage : Michael Kahn
- Production : Bonnie Curtis, Kathleen Kennedy et Steven Spielberg
  - Production déléguée : Jan Harlan et Walter F. Parkes
- Sociétés de production : 
  - États-Unis : Amblin Entertainment, présenté par Warner Bros. et Dreamworks Pictures
  - Royaume-Uni : en association avec Stanley Kubrick Productions
- Sociétés de distribution : Warner Bros. (États-Unis, Royaume-Uni, Québec, France) ; Fox-Warner (Suisse romande)
- Budget : 100 millions de $[2],[3]
- Pays de production :  États-Unis,  Royaume-Uni[4]
- Langue originale : anglais
- Format : couleur (Technicolor) — 35 mm — 1,85:1 (Panavision) — son DTS-ES / Dolby Digital EX / SDDS
- Genre : science-fiction, aventure, drame
- Durée : 146 minutes
- Dates de sortie[5] :
  - États-Unis, Québec : 29 juin 2001[6]
  - France : 8 septembre 2001 (Festival du cinéma américain de Deauville) ; 24 octobre 2001 (sortie nationale)[7]
  - Royaume-Uni : 21 septembre 2001
  - Belgique, Suisse romande : 24 octobre 2001[8],[9]
- Classification[10] :
  - États-Unis : accord parental recommandé, film déconseillé aux moins de 13 ans (PG-13 - Parents Strongly Cautioned)[N 1]
  - Royaume-Uni : interdit aux moins de 12 ans (12 - Suitable for 12 years and over)
  - France : tous publics[11]
  - Belgique : tous publics (Alle Leeftijden)[8]
  - Suisse romande : interdit aux moins de 12 ans[12]
  - Québec : tous publics - déconseillé aux jeunes enfants (G - General Rating)[6]

## Distribution
- Haley Joel Osment (VF : Brice Ournac ; VQ : Xavier Dolan) : David Swinton
- Jude Law (VF : Jean-Pierre Michaël ; VQ : Sebastien Ventura) : Gigolo Joe
- Frances O'Connor (VF : Laurence Breheret ; VQ : Camille Cyr-Desmarais) : Monica Swinton
- Jack Angel (VF : Benoît Allemane ; VQ : Mario Desmarais) : Teddy (voix)
- Sam Robards (VF : Patrice Baudrier) : Henry Swinton
- Jake Thomas (VF : Kelyan Blanc) : Martin Swinton
- William Hurt (VF : Féodor Atkine) : Pr Allen Hobby
- Brendan Gleeson (VF : Patrick Messe) : Lord Johnson-Johnson
- Robin Williams (VF : Michel Papineschi ; VQ : Luis de Cespedes) : Dr Sais-Tout (Dr Know en VO) (voix)
- Meryl Streep (VF : Monique Thierry) : la fée Bleue (voix)
- Ben Kingsley (VF : Jean Négroni) : Spécialiste (voix)
- John Prosky (VF : Philippe Bellay) : M. Williamson
- Sabrina Grdevich (VF : Ivana Coppola ; VQ : Isabelle Leyrolles) : Sheila
- Chris Rock : le robot Comédien (voix)
- Erik Bauersfeld : Jardinier (voix)
- Ken Leung : Syatyoo-Sama
- Ashley Scott : Gigolo Jane
- Kathryn Morris : Teenage Honey
- Enrico Colantoni : le meurtrier
- Adrian Grenier : le passager à l'avant de la voiture pour Rouge City
- Clark Gregg : Supernerd
- Kevin Sussman : Supernerd
- Tom Gallop : Supernerd

## Production

### Genèse et développement
Stanley Kubrick développe une adaptation cinématographique de la nouvelle Les Supertoys durent tout l'été (Supertoys Last All Summer Long) dans les années 1970. Il engage l'auteur original, Brian Aldiss, pour écrire une première ébauche de script. En 1985, le cinéaste demande à Steven Spielberg de réaliser le film, Kubrick se chargerait alors uniquement de la production. Warner Bros. donne son accord pour financer le film.
Le développement va cependant stagner, alors que Stanley Kubrick renvoie Brian Aldiss en 1989, pour divergences artistiques. Bob Shaw rejoint brièvement le projet comme scénariste, avant d'abandonner après six semaines en raison des réécritures demandées par Stanley Kubrick.
Ian Watson est ensuite engagé en mars 1990. Cela énervera fortement Brian Aldiss : « Non seulement ce bâtard m'a viré, mais il a engagé mon ennemi à la place. » Stanley Kubrick charge Ian Watson de s'inspirer du roman Les Aventures de Pinocchio de Carlo Collodi,,.
Trois semaines plus tard, Ian Watson remet à Stanley Kubrick son premier traitement et achève son travail sur le film en mai 1991. Toutefois, Stanley Kubrick met de côté A.I. pour travailler sur une adaptation de Une éducation polonaise de Louis Begley, car il pense notamment que l'animation par ordinateur n'est alors pas assez avancée pour créer le personnage de David.
Après la sortie de Jurassic Park (1993) et le développement des effets spéciaux numériques, il est annoncé en novembre 1993 que la production de A.I. débutera en 1994. Dennis Muren et Ned Gorman sont engagés comme superviseurs des effets visuels. Cependant, Stanley Kubrick n'est pas satisfait de leur prévisualisation
Courant 1994, des Concept arts sont réalisés par l'artiste Christopher "Fangorn" Baker alors que Sara Maitland (en) est engagée pour ajouter une touche féminine au scénario. Cette dernière précise que Stanley Kubrick ne parle jamais du titre A.I. mais parle de Pinocchio.
Chris Cunningham rejoint ensuite le projet comme superviseur des effets spéciaux. Stanley Kubrick réalise à cette époque un bout d'essai filmé avec Joseph Mazzello dans le rôle principal. Après plusieurs tests de costumes non concluants, Hans Moravec est engagé comme consultant technique.
Stanley Kubrick et le producteur Jan Harlan pensent que A.I. est plus adapté au style et à la sensibilité de Steven Spielberg,. Stanley Kubrick se rapproche du réalisateur en 1995, mais Steven Spielberg est alors occupés par d'autres projets, ce qui convainc Stanley Kubrick de demeurer réalisateur du film,. Il est malgré tout repoussé quand Stanley Kubrick développe Eyes Wide Shut (1999) .
Après la mort de Stanley Kubrick en mars 1999, sa veuve Christiane Kubrick et le producteur Jan Harlan contactent Steven Spielberg pour qu'il reprenne la réalisation,. En novembre 1999, Steven Spielberg écrit lui-même un nouveau scénario d'après le traitement de 90 pages de Ian Watson. Le réalisateur n'avait plus signé un script depuis Rencontres du troisième type (1977). La préproduction est un temps stoppée en février 2000, alors que Steven Spielberg est pris par d'autres projets comme Harry Potter à l'école des sorciers (finalement réalisé par Chris Columbus), Minority Report et Mémoires d'une geisha (finalement confié à Rob Marshall),.
Finalement, Steven Spielberg annonce qu’ A.I. sera son prochain film et qu'il fera Minority Report après. Il décide de faire appel à Chris Baker comme concept artist. Ian Watson déclare que le scénario final est très proche et fidèle de la vision de Stanley Kubrick, même la fin, qui est souvent attribuée à Spielberg : « Les 20 dernières minutes sont assez proches de ce que j'ai écrit pour Stanley, et de ce que Stanley voulait, fidèlement filmé par Spielberg sans mièvrerie ajoutée,. »

### Attribution des rôles
Julianne Moore et Gwyneth Paltrow ont été envisagées pour le rôle de Monica Swinton, finalement attribué à Frances O'Connor. Avant Chris Rock, Jerry Seinfeld devait quant à lui prêter sa voix au Comedian Robot.

### Tournage
Le tournage début en août 2000. Après quelques jours dans la région de Oxbow Regional Park (en) dans l'Oregon, la majorité des prises de vues se déroulent dans les Warner Bros. Studios à Burbank ou encore à Long Beach en Californie.
Steven Spielberg s'inspire de l'approche obsessionnelle de Stanley Kubrick. Il refuse notamment de donner le script complet aux acteurs et à l'équipe, il bannit la presse du plateau et fait signer des accords de confidentialité aux acteurs. Il fait par ailleurs appel à Cynthia Breazeal, experte en robotique et pionnière de la « robotique sociale » et de l'interaction homme-robot,.

### Musique
La musique du film est composée par John Williams, fidèle collaborateur de Steven Spielberg. En plus de sa participation à la bande originale avec les titres What About Us et Dead Practice, le groupe de metal industriel Ministry fait une apparition dans le film durant le Flesh Fair, un derby de démolition de robots.
| 1.  | The Mecha World                                           | 6:23  |
| 2.  | Abandoned In the Woods                                    | 3:07  |
| 3.  | Replicas                                                  | 5:57  |
| 4.  | Hide and Seek                                             | 3:08  |
| 5.  | For Always (interprété par Lara Fabian)                   | 4:41  |
| 6.  | Cybertronics                                              | 3:31  |
| 7.  | The Moon Rising                                           | 4:26  |
| 8.  | Stored Memories and Monica's Theme (feat. Barbara Bonney) | 10:56 |
| 9.  | Where Dreams Are Born (feat. Barbara Bonney)              | 4:23  |
| 10. | Rouge City                                                | 4:57  |
| 11. | The Search for the Blue Fairy (feat. Barbara Bonney)      | 6:11  |
| 12. | The Reunion                                               | 7:45  |
| 13. | For Always (Lara Fabian & Josh Groban)                    | 4:43  |

En 2015, La-La Land Records édite une version complète des compositions de John Williams dans un coffret 3 CD en édition limitée à 3 000 unités. Il contient toute la bande originale présentée dans l'ordre chronologique du film ainsi que des versions rallongées et alternatives.

## Accueil

### Accueil critique
Sur l’agrégateur de critiques Rotten Tomatoes, il obtient 76% d'avis favorables pour 201 critiques et une note moyenne de 6,7⁄10. Le consensus suivant résume les critiques compilées par le site : « Fusion curieuse, pas toujours harmonieuse, de la morosité glaciale de Kubrick et de l'optimisme chaleureux de Spielberg, A.I. est, en un mot, fascinant ». Sur Metacritic, qui utilise une moyenne pondérée, le film obtient une note de 65⁄100 pour 32 critiques.
Sur le site AlloCiné, qui recense 14 critiques de presse, le film obtient la note moyenne de 3,4⁄5
.
Producteur délégué du film et collaborateur régulier de Stanley Kubrick, Jan Harlan déclare que le cinéaste Kubrick « aurait applaudi » la version finale du film. Christiane Kubrick, veuve du réalisateur, apprécie également le film. Auteur de la nouvelle ayant servi de base au scénario, Brian Aldiss admire lui aussi le film : « J'ai pensé à quel point c'était un film inventif, intrigant, ingénieux et impliquant. Il y a des défauts et je suppose que j'ai peut-être un problème personnel, mais cela fait si longtemps que je l'ai écrit. »
À propos de la fin du film, l'auteur s'est demandé comment elle aurait pu être si Kubrick avait réalisé le film : « C'est l'un des "si" de l'histoire du cinéma - au moins la fin indique que Spielberg ajoute du sucre au vin de Kubrick. La fin réelle est trop sympathique et de plus plutôt ouvertement conçu par un dispositif d'intrigue qui n'a pas vraiment de crédibilité. Mais c'est un film brillant et bien sûr c'est un phénomène car il contient les énergies et les talents de deux cinéastes brillants. »
Le critique du Time Richard Corliss souligne la qualité de la mise en scène de Steven Spielberg ainsi que les effets visuels. Roger Ebert donne au film la note de 3 étoiles sur 4 possibles et le décrit comme « merveilleux et affolant ».
Le célèbre critique du Chicago Sun-Times lui donnera plus tard la note maximale et l'inclura dans sa liste de films préférés en 2011.
Le film est souvent décrit par la presse comme l'un des meilleurs longs métrages réalisés par Steven Spielberg et l'un des meilleurs films des années 2000 et du XXIe siècle,,.

### Box-office
Produit pour un budget d'environ 100 millions de dollars, il en récolte plus de 235 millions au box-office mondial. Le film récolte 80 millions de dollars supplémentaires en comptant les ventes et la location de DVD.
| Pays ou région     | Box-office        | Date d'arrêt du box-office | Nombre de semaines |
| ------------------ | ----------------- | -------------------------- | ------------------ |
| États-Unis, Canada | 78 616 689 $      | 13 septembre 2001          | 11                 |
| France             | 1 572 461 entrées | -                          | -                  |
| Total mondial      | 235 926 552 $     |                            |                    |

## Éditions en vidéo
En France, le film A.I. Intelligence artificielle est sorti plusieurs fois en DVD et Blu-ray :
- le 24 avril 2002 en DVD édition collector limitée[51] et en DVD édition spéciale[52]
- le 1er septembre 2004 en DVD édition single[53]
- le 2 février 2011 en Blu-ray[54]
- le 25 janvier 2012 en version combo Blu-ray + DVD[55]
- le 1er février 2014 en VOD[7]
- le 25 janvier 2017 en Blu-ray[56]
- et le 7 avril 2021 en édition SteelBook Blu-ray[57].

## Commentaire
Le film est considéré comme le Pinocchio des temps modernes. Le scénario du film reprend ainsi l'idée du conte qui en est le fil conducteur. Dans cette version, Geppetto est Hobby, le professeur visionnaire et directeur de la société Cybertronics (US Robotics dans la version française), créateur du robot.
Le conte italien est présent dans le film jusqu'à son évocation même : la lecture du conte Pinocchio par Monica inspire à David l'envie de devenir « un vrai petit garçon » (idée centrale du conte et du film).
Après être passé par la foire à la chair (le Flesh Fair, une modernisation du cirque de Stromboli), il part à la recherche de la fée bleue. Celle-ci n'existe que dans le conte et il la retrouve sous la forme d'une statue dans un parc d'attraction inspiré du conte.